# Клины (Переславский район)
Клины — деревня в Переславском районе Ярославской области.

## География
Находится в 5 км от посёлка Рязанцево. Рядом протекает река Шаха. Ближайшие населённые пункты — деревни Елизарово и Вёска.

## Население
| 1859 | 1905 | 1926 | 2007 | 2010 |
| ---- | ---- | ---- | ---- | ---- |
| 220  | ↗324 | →324 | ↘18  | ↘10  |